# Cels de Toledo
Cels (m. 523) va ser un religiós hispà, bisbe de Toledo abans del 523.
El bisbe és esmentat per Sant Ildefons, que també és present en el Códice Emilianense, on es diu que va ser successor de Pere. Al costat dels bisbes de Carpetània i Celtibèria -els noms dels quals no són coneguts- va rebre una petició, desvergonyida en paraules de Montà, de part d'un bisbe de nom desconegut que anava viatjant d'un lloc a un altre. Arran d'aquesta petició, sembla que per decisió conciliar, va concedir en exclusiva al dit bisbe, mentre li fos d'ajuda, els municipis de Segobia, Brittablo (potser Buitrago del Lozoya) i Cauca. Per a Montà, aquesta decisió no era raonable, però els bisbes van fer aquesta concessió per la dignitat del càrrec que feia la petició, perquè ja que si anava vagant d'una banda a una altra, almenys ho fes amb dignitat.
Cels va morir el 523, o una mica abans, i va ser succeït per Montà.